# Santa Maria de Bell-lloc (Palamós)
Santa Maria de Bell-lloc és una ermita al terme municipal de Palamós (Baix Empordà) inclosa a l'Inventari del Patrimoni Arquitectònic de Catalunya. És una capella d'una nau amb capçalera carrada, coberta amb volta de 4 trams d'arestes. Darrere de l'altar hi ha un altell al que s'hi accedeix per dues escales, una a cada costat, on hi ha la imatge de la Verge. A les 16 arestes hi ha pintats uns frescos de Francesc Viladesall (1868) i la resta de la superfície està emblanquinada. La façana té una porta amb llinda de 1758 sobre la qual hi ha un rosetó. La coberta és a dos vessants amb un campanar d'espadanya. Els murs estan emblanquinats, a excepció els angles i el marcs de les obertures que són de pedra ben escairada. El costat dret de l'edifici s'allarga amb l'habitatge de l'ermità, construït l'any 1669 amb llicència del bisbe i reformat i ampliat en diferents èpoques.

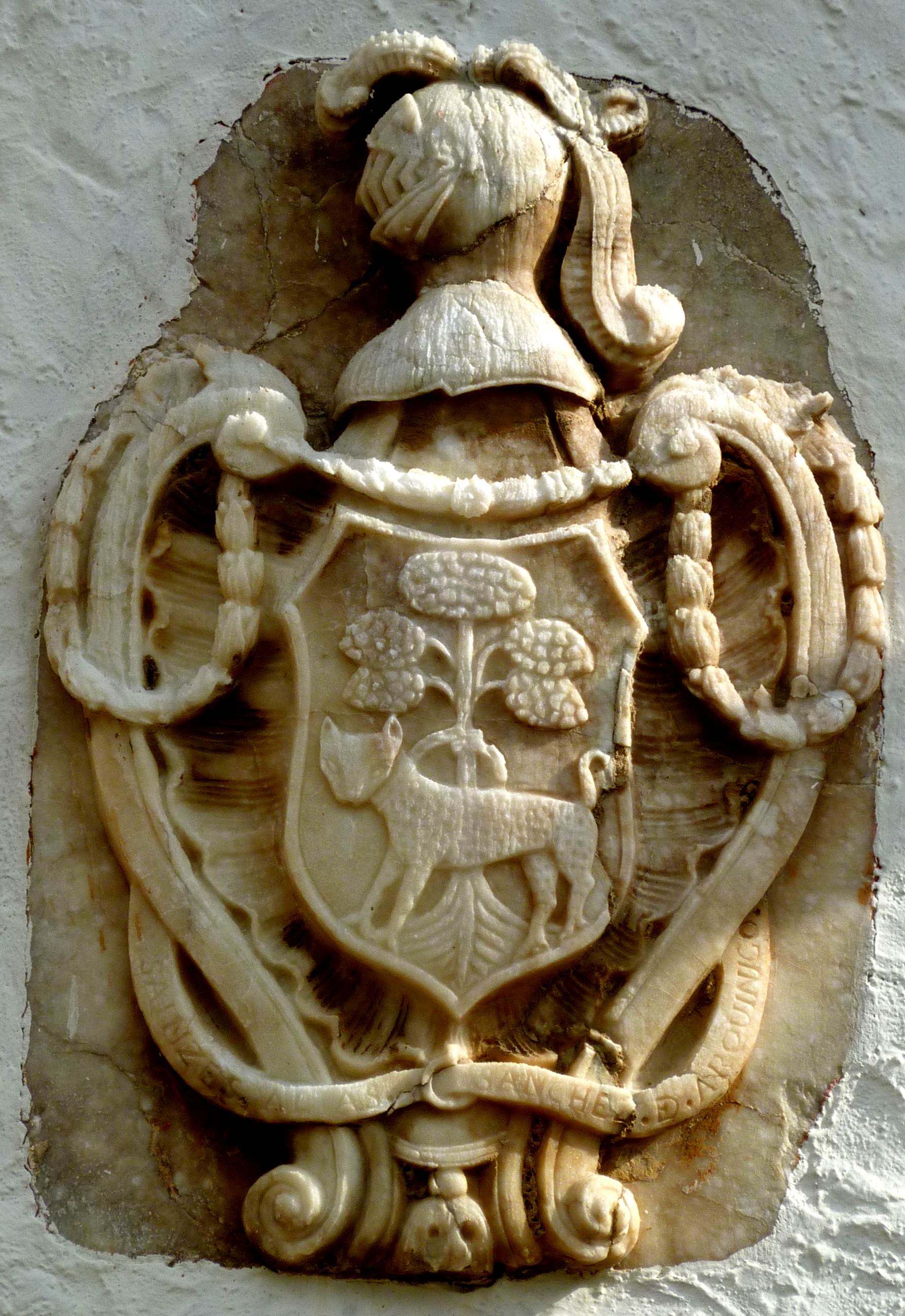
Detall de l'escut a la façana de la casa de l'ermità

L'ermita és documentada l'any 1273 en el testament de Pere Alemany, senyor del castell de Vila-romà, i també en el del bisbe de Girona Pere de Castellnou, del 1277, bisbe que va comprar el castell a l'esmentat Alemany l'any 1276. A la segona meitat del segle xv havia caigut el primer dels tres arcs de la nau i el seu beneficiat Pere Feliu Riba va construir una paret amb una porta a l'arc central per així poder tancar-la. A partir de l'any 1653, els veïns de Palamós venien en processó cada any el dia 7 de setembre en acció de gràcies per haver sortit de la pesta del 1652. El 1669, amb llicència del bisbe, es fa una capella lateral dedicada a Sant Nicolau i el 1675 Sant Josep Oriol obté el benefici de la capella que conserva fins al 1688. En aquella època hi havia una gran devoció a la Verge de Bell-lloc i molts veïns dels pobles del voltant, Vila-romà, Vall-llobrega, Mont-ras, Calonge, Palafrugell i altres participen en la processó aplec. Les guerres amb els francesos de finals del segle xvii i començaments del xviii arruïnen la comarca i la capella passa uns anys difícils. Una vegada recuperada, l'any 1758, la capella i la casa de l'ermità són reconstruïdes. El 1869, per la desamortització, és venuda en subhasta a Josep Molla, propietari del mas veí, Perearnau. Totes les imatges, ornaments i utensilis foren traslladats a l'església parroquial de Santa Eugènia de Vila-romà, on varen romandre fins a l'any 1909, quan es va tornar a obrir la capella amb motiu de la canonització de Sant Josep Oriol, iniciant-se altra vegada el culte i els aplecs, que ja se celebren el dia 8 de setembre. A l'inici de la Guerra Civil Espanyola, l'agost del 1936, el temple fou profanat i les imatges destruïdes. L'any 1943, amb una nova imatge de Santa Maria de Bell-lloc, tallada pels escultors palamosins Eduard i Rafael Pagès, s'instauren de nou els aplecs.
La família Molla va vendre la propietat l'any 1963 a una societat que a partir de l'any 1972 va començar a posar obstacles a la celebració dels aplecs fins que al 1975 va barrar el pas i tancar la capella. El bisbat de Girona va declarar la capella de culte públic i diverses instàncies administratives i populars iniciaren diversos processos judicials que culminaren l'any 1992 amb l'obertura de la capella, el recinte i els camins i la celebració de l'aplec que va comptar amb la presència, entre d'altres, dels alcaldes de Palamós, Vall-llobrega, Mont-ras i una gran assistència de públic. La casa de l'ermità, de propietat privada ha estat molt reformada en els últims anys, convertint-se en un bonic establiment hoteler.